# Úrvalsdeild (vrouwen)
Úrvalsdeild is de naam voor de hoogste voetbalcompetitie in IJsland voor mannen (Úrvalsdeild karla) en vrouwen (Úrvalsdeild kvenna) die wordt georganiseerd door de Knattspyrnusamband Íslands (KSÍ).
De Úrvalsdeild kvenna ging in 1972 van start en er nemen vanaf 2008 tien verenigingen aan deel die in een thuis- en uitwedstrijd tegen elkaar uitkomen. De winnaar plaatst zich voor de UEFA Women's Champions League.
Sponsornaam
Sinds 2009 heet de competitie officieel de Pepsi-deild kvenna, naar sponsor Pepsi als opvolger van Landsbanki.

## Kampioenen

### Ranglijst kampioenen (1972-2024)
| Titels | Club                 | Jaar |
| ------ | -------------------- | --- |
| 19     | Breiðablik Kópavogur | 1977, 1979, 1980, 1981, 1982, 1983, 1990, 1991, 1992, 1994, 1995, 1996, 2000, 2001, 2005, 2015, 2018, 2020, 2024 |
| 14     | Valur Reykjavík      | 1978, 1986, 1988, 1989, 2004, 2006, 2007, 2008, 2009, 2010, 2019, 2021, 2022, 2023                               |
| 06     | KR Reykjavík         | 1993, 1997, 1998, 1999, 2002, 2003                                                                               |
| 04     | FH Hafnarfjörður     | 1972, 1974, 1975, 1976                                                                                           |
| 04     | Stjarnan Garðabær    | 2011, 2013, 2014, 2016                                                                                           |
| 03     | ÍA Akranes           | 1984, 1985, 1987                                                                                                 |
| 02     | Þór/KA               | 2012, 2017 |
| 01     | Ármann Reykjavík     | 1973 |

## Deelnemers 2019/20
| Víkingur Reykjavík   | Þór / KA          |
| ÍA Akranes           | UMF Selfoss       |
| Breiðablik Kópavogur | Stjarnan Garðabær |
| Fylkir Reykjavík     | Valur Reykjavík   |
| ÍB Keflavík          | KR Reykjavík      |